# هيكتور سانابريا
هيكتور سانابريا (بالإسبانية: Héctor Sanabria)‏ (29 أغسطس 1985 ببوينس آيرس في الأرجنتين - 27 أغسطس 2013 في الأرجنتين) هو لاعب كرة قدم أرجنتيني في مركز الوسط. لعب مع نويفا شيكاجو وCSD Flandria ‏ وDeportivo Merlo ‏ وA.D. Municipal Pérez Zeledón ‏ وديبورتيفو مالاكاتيكو ‏ وClub Atlético Fénix ‏ وديبورتيفو لافيريري ‏.

## وصلات خارجية
- هيكتور سانابريا على موقع قاعدة بيانات كرة القدم.إي يو (الإنجليزية)
- هيكتور سانابريا على موقع Soccerway.com (الإنجليزية)